# 青野由利
青野 由利（あおの ゆり、1957年 - ）は、日本の科学ジャーナリスト、新聞記者、毎日新聞社論説室専門編集委員。

## 略歴
- 東京都生まれ。東京都立新宿高等学校を経て[2]、東京大学薬学部を卒業後、毎日新聞社に入社。医学、生命科学、天文学、宇宙開発、火山などの科学分野を担当[1]。1988～1989年、フルブライト客員研究員（マサチューセッツ工科大学・ナイト・サイエンス・ジャーナリズム・フェロー）。1997年、東京大学大学院総合文化研究科修士課程修了（広域科学専攻）。1999～2000年、ロイター・フェロー（オックスフォード大学グリーンカレッジ）[3][4]
- 2010年、科学ジャーナリスト賞（『インフルエンザは征圧できるのか』（新潮社）の著作に対して）[5]
- 2019年、第35回講談社科学出版賞（「ゲノム編集の光と闇――人類の未来に何をもたらすか」）[6]
- 2020年、日本記者クラブ賞（科学報道を牽引してきた業績を顕彰）[7]

## 著作

### 単著
- 『ノーベル賞科学者のアタマの中――物質・生命・意識研究まで』（築地書館、1999年） ISBN 978-4806711872
- 『遺伝子問題とはなにか――ヒトゲノム計画から人間を問い直す』（新曜社、2000年）　ISBN 978-4788507234
- 『生命科学の冒険――生殖・クローン・遺伝子・脳』（筑摩書房、2007年） ISBN 978-4480687746
- 『インフルエンザは征圧できるのか』（新潮社、2009年） ISBN 978-4103201212
- 『宇宙はこう考えられている――ビッグバンからヒッグス粒子まで』（筑摩書房、2013年） ISBN 978-4480688965
- 『ニュートリノって何？　続・宇宙はこう考えられている』（筑摩書房、2016年） ISBN 978-4480689542
- 『ゲノム編集の光と闇──人類の未来に何をもたらすか』（筑摩書房、2019年） ISBN 978-4480072023
- 『ウイルスって何だろう』(筑摩書房(ちくまQブックス)、2022年7月15日)   ISBN 978-4-480-25135-0
- 『脳を開けても心はなかった――正統派科学者が意識研究に走るわけ』（築地書館、2024年） ISBN  978-4806716600

### 共著
- 『3日でわかる遺伝子 (知性のBasicシリーズ) 』（青野由利著、渡辺勉著、武部啓監修）（ダイヤモンド社、2000年） ISBN 978-4478860281

### 共訳
- 『遺伝子マッピング　ゲノム探究の現場』（L. Wingerson／著　牧野賢治／訳　青野由利／訳）（化学同人、1994年） ISBN 978-4759802597